# Gustavo Donoso
Gustavo Manuel Donoso Véliz, conocido también por su seudónimo «Gus» (Santiago, 25 de marzo de 1931 - Santiago, 1 de junio de 2024) fue un dibujante y escritor chileno, dedicado a la antología y la poesía.  

## Biografía
Estudió en la Escuela Nacional de Artes Gráficas de San Miguel. Trabajó en la editorial Zig Zag y en varias agencias de publicidad antes de desempeñarse en el Instituto Chileno del Acero como diseñador de la publicación «Catálogo Chileno de la Construcción». Durante el gobierno de Eduardo Frei Montalva trabajó en el Instituto de Desarrollo Agropecuario, donde estuvo hasta 1975. Posteriormente colaboró en publicaciones de la Iglesia Católica, antes de emigrar a Caracas entre 1977 y 1978. A su regreso a Chile, trabajó como diseñador de diversas publicaciones de la Conferencia Episcopal de Chile.
Tras una invitación de Jorge Donoso, director del diario Fortín Mapocho, comenzó a dibujar a su célebre personaje «Margarita», una niña que reflexionaba sobre la contingencia nacional en breves viñetas que aparecían en la portada del diario, que circuló entre las décadas de 1980 y 1990, desafiando la censura durante la dictadura militar en Chile. Tras el cierre del Fortín Mapocho, Margarita siguió apareciendo en el semanario El Siglo, hasta 2007.
La Sociedad de Escritores de Chile informó de su fallecimiento el 2 de junio de 2024, a los 93 años.

## Obras
Algunas de sus obras literarias fueron:
- Decir verdad (1985)
- A duras penas (1986)
- El grito en el cielo (1987)
- Poemas de tierra y cielo (1991)
- Donosamente (1996)
- Tiempo de Amar (antología, 1998)
- La piedra enumerada (1999)
- Guía de la poesía erótica en Chile (coautoría con Luis Opazo, 2000)
- Palabra empeñada (2002)
- Desde Recoleta (2014)
- Margarita (compilación de ilustraciones, 2015)